# 悪魔バスター★スター・バタフライ
『悪魔バスター★スター・バタフライ』（あくまバスター★スター・バタフライ）（原題：Star vs. the Forces of Evil）は、アメリカのディズニー・チャンネルで放送されるテレビアニメシリーズ。

## 概要
異次元の魔法の国から地球へ修行に来た破天荒な魔法少女のプリンセス、スター・バタフライと地球人の空手少年マルコ・ディアスが繰り広げる冒険と戦いを描いたディズニーのテレビアニメ作品。アメリカ本国では2015年よりディズニーXDで放映が開始され、2019年放送のシーズン4はディズニー・チャンネルで放送される。各話の尺は約11分だが、基本的には2話セットで約20分の番組として放送される。
ディズニーのテレビアニメで史上2番目の女性クリエーターである原作者のダロン・ネフシーは、キャラクターデザインやストーリー作りの才能で頭角を現した若手アニメーターであり、子供の頃大好きだった『美少女戦士セーラームーン』を中心とした日本のアニメ作品のファンであることを明かしている。
ディズニー・チャンネルで放送されたアニメ作品としては、『フィニアスとファーブ』や『怪奇ゾーン グラビティフォールズ』と並ぶ人気作品となっている。

## 製作
カリフォルニア芸術大学に通っていたダロンが2回生の時に本作のアイデアを思い付き、3回生になってからカートゥーン ネットワークのパイロット版放送枠『The Cartoonstitute』に応募するための作品としてアイデアを練りだしたのが発端となった。元来は『セーラームーン』に憧れる少女と『ドラゴンボールZ』に夢中な少年の敵対を描いたものであり、スターには魔法の力はなかった。主人公スターのデザインはダロンが8歳の時に描いたスケッチが基になっており、構想段階でのスターは自分を魔法少女だと信じる普通の小学4年生という設定だった。その後ディズニーにアイデアが採用された際に当時のエグゼクティブプロデューサーから魔法使いという設定を提案され、約6年以上かけて世界観やストーリーなどの設定が練られた結果、現在の形となった。
先述のようにダロンが日本の作品のファンであることから、本作は『セーラームーン』『カードキャプターさくら』『魔法騎士レイアース』『ドラゴンボールZ』『少女革命ウテナ』『ユニコ』といった日本の作品や、アメリカの映画・TVドラマ『バッフィ/ザ・バンパイア・キラー』『バフィー 〜恋する十字架〜』にインスピレーションを受けており、劇中にはさくらやセーラームーンを意識した魔法のステッキ、ドラゴンボールZを意識したマルコの空手要素、セーラームーンを意識した変身シーンやパロディキャラクター、コスプレやプリクラ、韓国のメロドラマなどが登場している。
デザインやストーリーボードの作成はロサンゼルスで行われ、シーズン1は『なんだかんだワンダー』等も手掛けたカナダのオタワに在るマーキュリー・フィルムワークスで製作された。その後のシーズンはマーキュリー社を始め、韓国のラフドラフト・スタジオ等も製作を請負っている。

### 公開
初放送の半年前に開催されたサンディエゴコミコン2014にてオープニング映像が先行上映され、2015年1月18日よりディズニーXDにて放送を開始した。初回放映前には女優のオリヴィア・ホルトとケリー・バーグランドがスターのコスプレをして番組を紹介する番宣CMも放送された。シーズン1放映後にSNSで大きな反響を呼んだことにより同年2月にはシーズン2の放送が発表され、以降毎年新シーズンが発表されている。
2016年9月からはストーリーボードアーティストのザック・マーカスとキャラクターデザインのデヴィン・テイラーによる漫画シリーズ『Deep Trouble』が全4巻発行された他、2017年には作家アンバー・ベンソンとプロデューサーのドミニク・ビシナーノ共著による『Star Vs. the Forces of Evil: Star and Marco's Guide to Mastering Every Dimension』が出版された。

### 日本での展開
日本での放送が始まる前から日本のカートゥーン好きなアニメファンの間で話題となり、SNSには二次創作の投稿も相次いだ。2015年12月18日にディズニー・チャンネルでの先行放送が行われ、同年12月24日にはニコニコ生放送でのインターネット放送も行われた。翌年2016年1月15日から本放送が開始され、1月14日にはディズニーの公式YouTubeアカウントから日本語版オープニング映像も投稿された他、新作放送時にTwitterと連動したプレゼント企画が実施される場合もあった。また2018年3月23日から2020年3月29日まではDlifeでも放送されていた。その他、2017年よりAmazonビデオにて配信が開始され、2018年5月現在シーズン3の半分までが配信されている。
日本語版では字幕放送にて、スターの声は黄色、マルコの声は水色、その他のキャラクターの声は白で表示される。
なお、日本での放送にあたり、異次元にあるミューニの国民は関西弁を話すという演出がとられ（同じく異次元にある妖精の国では京言葉が使われている）、それに伴い、主人公スター役の声優として大阪育ちの声優・植田佳奈が採用された。スターの両親役の声優も関西出身の声優を起用している。また、ディズニーのアニメでは珍しくエンディングテーマが存在する（シーズン3からエンディングがリニューアルされた）。

## あらすじ
異次元の魔法の国ミューニのプリンセスであるスター・バタフライは、好奇心旺盛な女の子。14歳の誕生日に王家に伝わる魔法のステッキを受け継いだスターは、女王のムーン・バタフライに「魔法のステッキを使うには責任が伴う」と教わるが、すぐに魔法で様々な問題を起こしてしまい、宇宙で最も安全な星である地球で修行することになる。
アメリカの中学校エコー・クリーク・アカデミーに交換留学生として編入したスターは、マルコ・ディアスという空手好きな少年の家にホームステイが決まった。その頃、河童のルード率いる怪物軍団も魔法のステッキを奪うべくミューニから地球に来ていた。
シーズン1（1話–13話）
親友になったスターとマルコは、魔法のステッキを狙うルード一味と戦い、地球や異次元を舞台に魔法で騒ぎを起こしながら友情を深めていく。しかし、黄泉の国での赤い月ダンスパーティーをきっかけにスターのマルコへの気持ちに微妙な変化が訪れる。一方、ルード一味にはコンサルタントを名乗るトカゲの怪物トフィーが加入したが、彼には別の目的があった。
シーズン2（14話–35話）
トフィーの企みによって魔法のステッキを失ったスター。しかし魔法のステッキは半分に欠けて復活し、スターとマルコの生活はより楽しいものへと変わっていく。その頃ミューニでは、ルードがもう半分の魔法のステッキを手に入れていた。スターの魔法に異変が現れ始め、バタフライ王家と魔法の力の歴史、若い頃のムーン女王とトフィーの因縁、かつて怪物を愛し女王の座を追われてクリスタルに封じられた暗黒の女王イクリプサ・バタフライとムーン女王のある契約が明らかになっていく。
シーズン3（36話–56話）
36話から39話の『ミューニをかけた戦い』では、トフィーがルードの体を乗っ取り復活。ミューニに連れ戻されたスターを追って、マルコはミューニに向かう。一度地球に帰ったマルコは、ミューニで交換留学生として暮らすようになった。ミューニ建国時代からのバタフライ家と怪物たちの対立も明らかになり、地球での生活を通して元ルード一味の筋肉ガエルと和解していたスターは、怪物を悪と決めつけるミューニに疑問を持ち始める。トフィーが倒されると同時にイクリプサの封印が解け、プリンセスの矯正施設セイント・オルガの元校長ミス・ヘイナスの正体が発覚。彼女はイクリプサと怪物の娘で、本名はメテオラ・バタフライだった。ミューニの当時の王は女王と怪物の間に生まれたメテオラを認めず、メテオラと全く違う赤ん坊をミューニの次期女王として育てていた。その事実を知ったメテオラは暴走し、魂を抜く闇の魔法でミューニを奪い返そうとするが、イクリプサの魔法で赤ん坊に戻される。そしてスターは「国が奪ったもの」としてステッキをイクリプサに手渡した。
シーズン4（57話–77話）
イクリプサ政権には人々の反感が募り、国を離れた元・女王ムーンの元へと次第にミューニの人々が集まっていった。そして「怪物切り裂き人」と呼ばれたイクリプサの母ソラリア・バタフライに忠誠を誓うミューニの伝説の戦士ミーナ・ラブベリーが暗躍。ムーンの協力を得たミーナはソラリアの兵士となったミューニの人々と結託し、やがて怪物を擁護するイクリプサやスター達に刃を向ける。ムーンの静止も聞かずに暴走し続けるソラリアの兵士たちに対し、スターはある決断をした。
※上記のメインストーリーの幕間に、マルコの愛刀にまつわる話や赤い月の呪いなど、様々なミニストーリーがある。

## 登場人物

### メインキャラクター
スター・バタフライ（Star Butterfly）
声 - 植田佳奈/英：イーデン・シェール
本作の主人公。別の次元にある魔法の国ミューニのプリンセス。膝まである長い金髪、悪魔の角がついた赤いカチューシャ、頬のハートのマークが特徴の14歳の爆走少女。関西弁のミューニ語を喋る。運動神経抜群で、趣味は悪い怪物の退治。一人称は「ウチ」で、二人称は「あんた」が多い。王家に伝わる魔法のステッキを授かった早々に大惨事を起こしたため、最も安全な星である地球で責任感を養うための修行を言い渡された。
魔法のステッキは天使の羽を生やした星の杖。得意の想像力で「イッカクブラスト」などの魔法を操り、ステッキを狙うルード一味を撃退したり、「次元切りハサミ」を使って別の次元に移動できる。魔法の呪文や使い方が書かれた魔法の本を持っている。ミューニにいる母親と魔法の鏡で通信しているが、厳しい母親には鬱屈気味で反発し続けている。昔はヒッピーの不良娘だった。わがままなプリンセスの更生施設セイント・オルガを恐れている。オスカーに片思いしていた。6話aパートでミュニ春期（ミューニでの思春期）を経て背中に小さな羽が生えた。
シーズン1最終回ではマルコを人質にしたトフィーの命令でステッキを「ささやきの呪文」で破壊するが、別の魔法の馬が中に入り新しいステッキとして使えるようになった。ただし、ステッキについた星型の石の右半分が欠けてしまう。基本的に魔法はそのまま使えるが、17話bパートなどスターの感情で魔法がうまく使えなくなることがあった。
地球での親友マルコとは様々な冒険を通して固い絆で結ばれている。マルコを恋人扱いされると「ただの友達」だと否定するが、日記帳にはマルコを異性として意識していると書いていた。マルコとジャッキーが仲良くすると嫉妬したり、シーズン2では闇の魔法である覗き見の魔法を会得。そしてシーズン2最終話では、トフィーの復活によってムーンに連れ戻されることが決まり、マルコに想いを告白してミューニへと帰った。
『ミューニをかけた戦い』でミューニを乗っ取ったルードがトフィーに操られていると察知、ルードのステッキを破壊して爆発に巻き込まれる。トフィーに汚染された魔法の領域に閉じ込められるが、用語集さん直伝の「深く突っ込む」で覚醒（破壊されたステッキも天使の羽から蝶の羽の杖へと変身した）、最後はルードと協力してトフィーを倒した。45話aパートでは寝ている間に勝手に蝶形態になり、次元を飛び越えて暴走した。この力は、47話bパートでコントロールできるようになった。
当初は怪物たちを悪者だと決めつけていたがマルコの指摘や筋肉ガエルとの和解を通し、魔法の力で怪物たちを迫害し続けるバタフライ家のやり方を疑問に思い始め、シーズン3ではまともな行動や母親に反発したりなどが目立つようになった。48話以降、50話aパート、52話aパートも通して「自分は国の事を分かってない」と悩み始める。51話aパートで、「イクリプサの次の代の王女は本当は王族ではない」という真実を知る。55話では行方不明になったムーンの代わりに女王代理を任され、魔法の領域に囚われたムーンの救出には失敗してミューニへ帰還。魂をとられた国民を前にメテオラに戦いを挑む。蝶形態となり追い詰められるが、イクリプサに救われた。イクリプサに「女王として自分にできることは王族が奪ったものを返すことだけ」とステッキをイクリプサに手渡し、そのまま彼女の補佐に回ることとなった。
マルコ・ディアス（Marco Diaz）
声 - 興津和幸/英：アダム・マッカーサー
本作のもう一人の主人公。「最も安全な少年」としてスターと出会い、彼女の地球での親友となる。エコー・クリーク・アカデミーに通うヒスパニック系の14歳の少年。黒い髪と褐色の肌、右頬の泣きボクロが特徴で、赤いパーカーをいつも着ている。一人称は「僕」。フルネームは「マルコ・ウバルド・ディアス (Marco Ubaldo Diaz)」。
テストの成績はA⁺の優等生。スリルを求め「危険な男」を名乗っているが、実際は石橋を叩いて渡る根っからの慎重派で、「安全」と言われることを嫌っている。運動神経はそれなりだが、ドジなので学校では冴えない扱い。空手を習っており、怪物退治の手段として使用する。空手の帯は緑帯だったが、15話bパートで念願の赤帯を手に入れた。同じ道場に通っているジェレミーを嫌っている。卓球も得意。ナチョスが大好物。
真面目で正義感が強いがこだわりが強い性格。クラスメイトのジャッキーのことが子供の頃から好き。奥手なため話しかける事もできなかったが、後に挨拶を交わせるようになり（9話aパート）、22話aパートのお泊り会の時にジャッキー本人の前で想いを告白した。26話bパートで体に生えたアマノジャクにジャッキーの前で恥ずかしい秘密をばらされそうになるが、最後は自分で秘密をすべて告白している。その後ジャッキーをデートに誘い、一緒に映画を見に行くことができ、以降交際関係になる（下記の通り、後の42話bパートでは別れる）。
10話でセイント・オルガ送りにされたポニーヘッドを助けるため、「プリンセス・クズ」（ポニーヘッド命名）に変装。量産型に押し込められたプリンセス達と反乱を起こして校長のヘイナスから敵視されるが、オルガの生徒たちからは自由の象徴として英雄視されている。44話aパートでセイント・オルガの名誉学位を授与され、プリンセスではなく男だと告白したが、生徒から受け入れられた。
五人組のボーイズバンド「ラブ・センテンス」の大ファン。クエスト・パイで買った指紋認証型の財布を愛用するが、その秘密すらも知るジャンナにはからかわれてばかり。冒険も好きだが、スターの安全を守ることも好き。トムの誘いで「赤い月ダンスパーティ」に招かれたスターを追い、スターと「赤い月の呪い」で永遠に結ばれるが、その後に自分の死を予言する赤い月の悪夢を見てしまう。
ヘカプーの次元「ネバーゾーン」で16年間（地球では8分）に渡るヘカプーの試練を受け、30代のマッチョマンに成長。29話bパートでヘカプーに専用の次元切りハサミをもらう。元の次元では14歳のままだが、ネバーゾーンではマッチョマンの姿になり、「エル・チャポ」という剣や「ナチョス」と名付けたドラゴンバイクを扱える。以降はいろいろな次元へ行って友達や知り合いが増えた。
『ミューニをかけた戦い』ではスターがミューニに帰って落ち込んでいたが、次元切りハサミを使って自分でミューニへ行き、スターと再会する。40話aパートではトフィーを倒す手伝いをしたお礼として、リバー王にアルファベットの「M」がついた騎士のマント（実際はミートブランケット）をもらい地球へ帰る。42話bパートラストでジャッキーと別れて「交換留学生」としてミューニに来る。43話aパートでスターと再会。騎士になろうとして洗濯の騎士に任命されかけるが、スターの取りなしで彼女の従者に任命。魔法の領域に囚われたスターを救おうと魔法のステッキを使ったことがあり、その時は頬に月のマークが浮かび、ステッキは悪魔の羽を生やしていた。
ムーン・バタフライ（Moon Butterfly）
声 - 久川綾/英：グレイ・グリフィン
スターの母にしてミューニの女王。スターに地球での修行を言い渡した。頬にダイヤのマークがあり、水色の長い髪を持つ。ステッキはハート型のダイヤの王笏。
いつも娘とステッキの心配をし、娘に立派な王女になってもらおうと厳しくしている。背中の羽を大きく伸ばすことで蝶形態に変身し、ステッキがなくても魔法を使える。国民からの呼称は「女王様」「ムーン様」「ムーン女王」など。
タペストリーにはトフィーの指を魔法で吹き飛ばしている様子が描かれ、その側の石板には「大胆不敵のムーン」と記されている。シーズン３でスターにたびたびイクリプサや怪物との事を質問されるが、「家系のことはよく知らない」らしい。『ミューニをかけた戦い』とディズニー社から販売された魔法の本によると、怪物との和平を進めていた母親のコメットをトフィーの一味に殺害され、和平か戦争かを迷いながら若くしてミューニの女王になった。不死の肉体を持つトフィーを倒すためにイクリプサと「トフィーを倒せたらイクリプサを解放する」という取引をし、イクリプサに教わった闇の呪文で彼の指を切り落としたが、代わりに闇の魔法に腕を蝕まれてしまう。
35話でルードの神殿へ魔法委員会の人々と共に襲撃するも返り討ちになり、スターを強制的にミューニに連れ戻した。54話bパートでは、暴走するメテオラに蝶形態となり立ち向かうも、メテオラの放った一撃で自我を忘れて魔法の領域に逃げてしまう。55話、56話でスターが連れ戻しに行くが、記憶をなくして自分の名前さえもわからなくなっていた。同じく記憶をなくしてしまったスターと領域で遊び続けていたが、「ここにいるべきではない」とユニコーンに言われ、領域から消されてしまう。
58話では大ウソつきで嫌われ者のパイフォーク達の国パイ島で、母親直伝のパイを焼き続けていたことが判明。しかし、魔法の領域に行く前の記憶も名前もほとんど忘れてしまい、スターたちの説得もむなしく、パイ島に残ろうとしたが、パイを作る時の歌だけは覚えていて、スターと歌って気が変わり、脱出することを選んだ。
59話aパートでは、少しだが記憶を取り戻しつつあり、スターたちと神殿で夕食を食べたが、イクリプサをどうしても信用できないからと言ってリバーと去ってしまった。61話bパートでは森にはったテントにリバーと住んでいることが分かる。イクリプサを嫌っていたミューニの人々と交流を深め、ミーナを連れてイクリプサから王位を奪おうとするが、ミーナの裏切りで怪物たちの抹殺に加担する事態に陥ってしまい、スターとイクリプサと協力して魔法を壊すことを決意する。
リバー・バタフライ（River Butterfly）
声 - 武田幸史/英：アラン・テュディック
スターの父にしてミューニの国王。『旗の争い』によると旧姓はヨハンセン。
ヨハンセン家が野生人的な一族であるためか、野生的な行動をしていることが多く、こっそり城を抜け出しては裸になって怪物退治をするのが趣味。マンフレッド（声 - ジェフ・ベネット）という召使いや、エディという狩り友達がいる。妻に城から追い出されて地球に来たことがある。ポニー・ヘッドの父キング・ポニー・ヘッドとは友人。キャンプが好き。
『ミューニをかけた戦い』では行先を告げずに出て行ったムーンへの心配を紛らわすため、パーティーに明け暮れる。国民からは王様としての責任感に欠けると不満がられていたが、マルコに勇気づけられて国民をまとめることができた。
ルード・アヴァリアス（Ludo Avarius）
声 - 龍田直樹/英：アラン・テュディック
スターの魔法のステッキを狙ってミューニから来た悪党軍団のリーダー。魔法のステッキを奪って宇宙の支配を目論んでいる。悪賢いがマヌケな性格で、手下の怪物を率いてスターとマルコを襲うがいつも撃退されている。一人称は「俺様」（稀に「俺」も）。本作のディズニー・ヴィランズ。
ドクロを被った小さな河童の怪物で、両親から城を奪ってそこに住んでいる。4話bパートではスターに「鳥さん」と言われたことがある。スターとマルコに負けた手下達をいつも怒鳴り散らしているが、昔は手下達を救ったことがあるらしい。夢はライフガードになること。子供の頃に毛むくじゃらの怪物にくすぐり責めにあったことがトラウマ。
単純で騙されやすくトフィーを完全に信用していたが、12話bパートのラストで城と手下を奪われてしまう。マルコを助けに来たスターを利用して城を取り戻そうとして失敗、筋肉ガエルにも見放される。最終的にステッキの爆発で城は壊れて次元切りハサミで逃げようとするがスターに宇宙空間へ放り出され、宇宙をさまよっていたが彗星に押し戻されてミューニに戻ってくる。
シーズン2からは放浪生活を通して頭の皿があらわになり、長い髭が生えてスナックの袋を身につけ、かなり印象が変わる。オオグモとオオワシを新しく仲間にし、地下のアジトでネズミや怪物達を働かせる。この時から謎の魔法のステッキを手に入れるが、このステッキは手首の骨が岩を掴んだ形で、スターのステッキから欠けた星型の石の右半分が付いている。17話bパートからステッキで魔法の光線を使ったものの、うまくコントロールできなかった（31話bパートから「レヴィタト」の呪文で物を動かす魔法が使えるようになった）。20話bパートでスターを襲撃して魔法の本の存在を知り、後（27話）に魔法の本を奪い去る。
50個の卵の一つから生まれ、49人の兄弟がいる。両親からは嫌われており、父親のブルード卿からは「一族で一番のチビ」「家系の名を傷つけた」と罵られる。しかし兄弟たちとの仲は良好で、特に弟のデニスは自分から家を出て行ったルードを尊敬していた。
ステッキには意思がありルードとテレパシーのようなもので会話していたが、実はトフィーの意思が宿っており（事実、ステッキの骨の部分は指が一本切れているのでトフィーの骨と考えられる）、ステッキを通じて体を乗っ取られる。『ミューニをかけた戦い』ではトフィーの復活に気付かないままトフィーに操られ、ミューニを乗っ取って国王になったが国民の人気は皆無で、後にやってきたスターに真実を聞かされてステッキの破壊を頼む。復活したトフィーにトドメを刺した後、「自分探しの旅に出るため」にとスターに宇宙空間に放り出してもらい、ミューニを去った。
シーズン3では出番がほぼ無かったが、51話bパートでは宇宙のどこかにゴミで実家そっくりの家を作って暮らしていると判明。ゴミで作った両親の人形を本人だと思い込んでいた（この時は髭を後ろに結んでおり、ガウンを着ていた）。ミューニに連れ戻しに来たデニスと再会、城に帰ろうと言うデニスの説得で正気に戻る。「家へ帰る前に一つやることがある」と言って別れたが、ラストではゴミで作ったスターとマルコの人形に復讐を企んでいるかのような描写もあった。
65話aパートで悪事をやめデニスと暮らすことになり、その後筋肉ガエルを除いた手下たちとも仲直りした。

### サブキャラクター

#### ミューニ人
ポニー・ヘッド（Flying Princess Pony Head）
声 - 矢尾幸子/英：ジェニー・スレイト
スターの親友のユニコーン。毒舌でじゃじゃ馬な性格。名前通り、首だけの姿で宙に浮いている。
セイント・オルガの追っ手から逃げるため、スターを追って地球にやってきた。親友のスターへの独占欲が強く、彼女と仲が良いマルコに嫉妬して「地球のクズ」と呼び数々の嫌がらせをするが、最終的にマルコのことを"地球での"スターの親友と認めた。
後にセイント・オルガに入れられて性格をおしとやかに変えられるが、スターの助けによって他の収容されたプリンセス達共々元の個性的な自分を取り戻し、パーティをするためセイント・オルガに留まった。また、お気に入りの場所「ふかふかラウンジ」が閉鎖したときは、パーティー仲間（スター、ジョニー・ブロウホール、ヘッドホンジョーンズ、レディスカーフスアロット、ケリー、タッド）と共に復活させようとした。
シーズン2、3ではヘイナスがセイント・オルガからいなくなったため、スターやマルコらと一緒に行動する事がある。11人の妹たちや、シーホースという元彼がいる。
53話bパートで、ヘイナス（メテオラ）に角を折られてしまい54話aパートでは元気をなくしていたが、韓国ドラマに元気づけられ、シーホースに新たな角をもらって復活した。
用語集さん（Glossaryck）
声 - 橋本雅史→大隈健太（56話～）/英：ジェフリー・タンバー→キース・デイヴィッド（56話～）
スターが持っている魔法の本の番人で、その用語を説明する小人の老人。気まぐれな性格で、リバーやロンビュラス等からはよく思われていない。好物のチョコレートプリンを食べさせないと本の用語を教えてくれないが、稀に的確な助言を与える。おでこにロンビュラスからもらった魔法の石が付いている。
体は青色で指が6本あり、宙に浮いたり、地面に足を着けていたりする。1話aパートで登場していたが台詞はなく、台詞を喋ったのは6話aパートが初。
バタフライ城の魔法のタペストリーによると、バタフライ家に長い間仕えてきた。27話では魔法の本がルードに奪われ、本の持ち主が変わったことで用語集さんもルードのものになってしまう。『ミューニをかけた戦い』で復活したトフィーに本を燃やされ消滅するが、黒く染まった魔法の領域に囚われたスターと再会した。
40話bパートでスターの前に幽霊となって現れる。スターが本の一部を聖域の井戸に入れ用語集さんに感謝すると復活したが、復活後は動物か赤ん坊のような言動になってしまい、「グラブゴー」としか言えなくなるが、56話でイクリプサの夫だった怪物の名前と判明。再び正気に戻ったが、声変わり(声優も変更)していた。
魔法の力でスターを導きながら「深く突っ込む」を教えるが、トフィーとの戦いには消極的。その一方で女王になったばかりのムーンにイクリプサの暗黒の魔法が載ったページを見せたり、魔法のない領域に行きたがるなど、行動に謎が多い。実は地球の開拓者だったスターたちの先祖に魔法のステッキを授けている。
トム・ルシトール（Tom Lucitor）
声 - 吉野貴大/英：ライダー・ストロング
2話aパート初登場。
本名はトーマス・ルシター。スターの元彼だった三つ目の悪魔の青年で、黄泉の国のプリンス。炎を操り、魂を何千個と持っているらしい。呪文を唱えることで黄泉の国の術を使える。しかし短気で嫉妬深く、怒ると炎をまき散らし手が付けられない。一時ブライアンというトレーナーを付けて53日間怒らずにいたが、赤い月ダンスパーティーでスターがマルコと踊る現場を目撃して怒りを爆発させ、スターに氷漬けにされてしまった。
スターのカチューシャはトムが贈ったもの。シーズン2までスターとよりを戻したがっていた。スターを振り向かせるためマルコに卓球勝負を挑むが、マルコと同じラブ・センテンスの大ファンだと発覚、マルコの説得でスターへの未練に区切りをつける。マルコとは険悪な関係だったが、23話aパートでは仲直りのためにマルコが大好きなマッキー・ハンドを生き返らせており、お互いに「嫌い」と言い合いながら心を通わせる。歌の日の歌でスターがマルコの事が好きだと思っていて、銀のベル舞踏会ではスターと距離を置くためにスターを邪険に扱った。しかし、銀のベル舞踏会を通してスターと仲良くなり、シーズン3（主に42話aパート以降）で45話bパートで復縁したことが明らかになった。
メテオラとの戦いでは不死身の肉体を使ってスターに協力。52話aパートではミューニを出ていく怪物達を説得しようとするも、金持ちであるトムの説得には応じてもらえず、去られてしまった。それでも心のどこかでマルコには敵わないと思っており、スターに別れを告げることとなるが、その後も友達付き合いは続けている。
ケリー（Kelly）
声 - ダナ・デイヴィス
ポニー・ヘッドの友人で、大剣の達人。髪の毛が長く、普段は目以外の全身が覆われている。当初は無口で喋らなかったが、スター達がゴブリンドッグを食べる時に本来の姿を現して喋った。前にもゴブリンドッグを食べたことがあるらしい。タッドという彼氏が頭の上に乗っているが、何度も別れたりよりを戻したりしていた。
ウーランディアの出身で、髪の毛の中に空間がある。45話bパートではタッドと本気で別れたいと思っていて、マルコに手伝ってもらい、タッドは髪の中から出て行った。63話bパートで、マルコと「失恋仲間」になった。
ミス・ヘイナス（Miss Heinous）／メテオラ・バタフライ（Meteora Butterfly）
声 - 保澄しのぶ/英：ジェシカ・ウォルター
わがままなプリンセスの更生施設セイント・オルガの校長。10話で初登場。わがままでマナーの悪いプリンセスはここで更生され感情のない量産型のプリンセスにされる。ストレスを感じると頬にクラブのマークが現れる。
ポニー・ヘッドを助けにきたスターやマルコ達によって反乱が起こり、マルコのスピーチに共鳴したプリンセス達は元の個性的な自分を取り戻して反乱。そのままセイント・オルガから追い出され、マルコが落としていったヘアピンからスター達が地球から来たことを知り、自分の居場所を奪ったマルコを見つけて滅ぼそうと企む。
その後、マルコ達を捕まえるためラスティコアを送り込むも失敗。腕を残して消滅したラスティコアの回復を待ちながら、マルコへの復讐のために地球へやってくる。44話aパートではセイント・オルガへ戻ってくるも、プリンセス達に追い返される。
48話では本名が「メテオラ・バタフライ」でイクリプサと怪物グラブゴーの間に生まれた娘であったことが判明。53話aパートではジェミナイ、復活させたラスティコアと共にセイント・オルガを訪れ、自分を育てた母親型ロボット「セイント・オルガ」のメモリーを操作して辛い過去を思い出して暴走。自分から両親を奪った者たちに復讐を誓い、自分を止めようとしたプリンセスたちを襲ってポニーヘッドの角を折る。ラストシーンでは逃げ出そうとしたラスティコアにジェミナイのコアを投げつけて爆破、再び腕だけの状態にし、「ミューニの女王の座を奪いに行く」と去る。
48話からは体が怪物に変化し始め、54話bパートで巨大な怪物の姿と化す。ミューニを乗っ取ろうとバタフライ城を襲うが、最後はイクリプサに滅ぼされ、スターの魔法が関係したのか赤ん坊の姿に再生。記憶をなくしてイクリプサに育て直されるが、なぜかマルコをずっと嫌い続けている。
赤ん坊に戻ってからは用語集さんから「深く突っ込む」を習っており、ネバーゾーンでは親友となったマリポーサと冒険しながら反抗的な10代に成長し、蝶形態を習得。ステッキはおもちゃのガラガラ。77話（最終話）で魔法の領域を破壊する時に「深く突っ込む」を習得し蝶形態に変身した。
イクリプサ・バタフライ（Eclipsa Butterfly）
声 - 岸本百恵/英：Esmé Bianco
ムーンの8代前の曽祖母で、かつてミューニを支配していた暗黒の女王。ミューニ人の王を夫に持ったが、怪物が彼女の心を奪いミューニから去ったとされている。魔法の本にはイクリプサの闇の魔法が書かれたページがあるが、これはとても危険な魔法で普段は鍵がかけられている。
頬にスペードのマークがあり、魔法のステッキは黒い翼を生やした傘。『ミューニをかけた戦い』で初登場。ロンビュラスによってクリスタルに封印されていたが、ムーン女王と暗黒の魔法で契約を交わした過去が判明。トフィーの死によって彼女を封印したクリスタルにヒビが入り、41話bパートでバタフライ城に来た。スターによると「素敵な人」。用語集さんを落ち着かせる方法を知っている。昔は闇の魔法で人の心を覗き込む悪い癖があった。
暗黒の魔法使いのため再びクリスタルに封印されかけたが、スターのおかげでちゃんとした裁判を行うことになり、51話aパートで裁判が行われた。48話でヘイナス（メテオラ）が娘だと判明するが、その事実は改ざんされており、夫でミューニ人の王配シャスタカンが赤ん坊のメテオラを農家の子供と交換し、メテオラを先代の学院長セイント・オルガに預けた過去が発覚。スターたちはイクリプサと血が繋がっておらず、本来の王族ではなかったが、この事はイクリプサ自身も裁判で聞くまで知らなかった。
54話bパートではミューニを破壊するメテオラをムーンと止めようとするが失敗。56話では、バタフライ城に乗り込んだメテオラと決戦するスターのピンチに駆けつけ、ステッキの闇の魔法でメテオラを滅ぼす。スターからステッキを受け取り、赤ん坊に再生したメテオラと怪物の神殿へ帰って行った。
57話からは、ミューニの新たな女王となっていた。以前の行動などからミューニの国民（人間）からは嫌われており、61話aパートでは食べると石になってしまう「ヤダヤダ・ベリー」を食事に盛られるなど、好感度はほとんどないと言えた。しかし、62話aパートや67話bパートでポニーヘッドの番組「ポニーヘッド・ショー」に出演したことで徐々にミューニ人から受け入れられ始めた。
70話ではスターの協力で戴冠式を行い、グラブゴー、メテオラとともにミューニ人の信頼を得て正式にミューニの新たな王族となった。
魔法委員会（Magic High Commission）
26話aパート初登場。ミューニを守護する魔法の生き物たちで、少なくともイクリプサの時代からはミューニに仕えている様子。ムーンや用語集さんもこの委員会のメンバーである。35話ではルードの神殿を襲撃するも、ルードの体を乗っ取ったトフィーに返り討ちにあい、魂を抜かれて風船状態になってしまうが、ミューニでの戦いが終わったあとの40話bパートではレクメット以外のメンバーは復活している。51話aパートで、イクリプサの娘の記録を改ざんしたことが明らかになった。以降はスターに「嘘つき」と言われている。
ヘカプー（Hekapoo）
声 - 矢野亜沙美/英：ゾシア・マメット
魔法委員会のメンバー。頭に炎を灯した赤毛の女性。分身の能力がある。全ての次元切りハサミを作っており、次元切りハサミは彼女が認めた者にしか渡さない。開きっぱなしのままのポータルを閉じる仕事をしている。
持ち主でもないのにハサミを使っていたマルコを自分の次元へ連れて行く（スターが使っていた次元切りハサミは、ポニーヘッドが置き忘れた物を拝借したものだった）。彼女の住む次元では地球より時間が速く流れる（この次元では16年たっても地球では8分ほどしか時間が流れていない）。
試練を通してマルコに好意を持ち、マルコとはドラゴンバイクのツーリング仲間でもある。魔法委員会の中で唯一スターとマルコたちに最後まで味方し、魔法を壊すために「宇宙の果ての酒場」へと案内した。
オムニトラクサス・プライム（Omnitraxus Prime）
声 - 中井和哉/英：カール・ウェザース
魔法委員会のメンバー。雲を身にまとったドクロの頭の巨人で、巨大すぎるので大抵は水晶玉を通じて魔法委員会に参加している。見た目に反して気さく。時の番人の次元に住んでいる。
巨大な体の中にクリスタルの形をした多元宇宙を内包しており、それにアクセスする事で様々な世界に干渉する能力があり、スターにどうすればタイムループを抜けられるか教えた。
ロンビュラス（Rhombulus）
声 - ケビン・マイケル・リチャードソン
魔法委員会のメンバー。クリスタルの頭を持つ一つ目のマッチョマン。両手は自我を持つヘビ。
悪人をクリスタルに封じ込める役目を持つが、「心の声」に頼りすぎる傾向があり、誰彼かまわずクリスタルに閉じ込めることがある。短気なためしょっちゅうお仕置きタイムに処されており、他のメンバーから「お仕置きタイムの子」と呼ばれているらしい。敬愛するレクメットと同棲しており、彼の世話をしている。レクメットの言葉が理解できる唯一の人でもある。お互い用語集さんをあまりよく思っていないことでスターと仲良くなり、宝物にしていた胸のクリスタルのひとつを渡した。
51話aパートでは裁判でメテオラの秘密を明かした。51話aパートで、真実の箱に「お前は誰に恋をしている？」と聞かれた際、「ムーン女王」と答えてしまった。委員会の中では一番イクリプサと仲が悪い。
70話では、イクリプサを女王の座から降ろすためにわざとグラブゴーを解放し、騒ぎを起こしたためミューニの衛兵たちに連行された。
レクメット（Lekmet）
声 - ディー・ブラッドリー・ベイカー
魔法委員会の委員長で、悪魔の羽を生やしたヤギ。ヤギ語を喋り、ロンビュラスにしか理解できない。ロンビュラス曰く「一番純粋な心を持つ仕事熱心で天使のようなヤギ悪魔」。治癒能力を持つが、その力は使うたびに自分の寿命を削っている。ルード（トフィー）との戦いでムーンの回復に力を使い果たし、角を残して灰になり死亡。ミューニでの戦いを終えた後、葬式が行われた。
キャンドル（Mr. Candle）
声 - デイブ・アレン
エコー・クリーク・アカデミーのカウンセラー。学生たちの将来を予言できる。実はトムがスターとのよりを戻すために送ったスパイで、マルコにゴミの島の管理人を勧める。トムの作戦の失敗で元の次元へ帰った。
15話bパートのマルコの夢にも登場する。また33話aパートにも登場。その後もエコー・クリーク・アカデミーのカウンセラーとして働き、オポッサムの喪失を悲しむ生徒たちを慰めるつもりが自分も嘆き悲しむ。キャンドルにそっくりなクランドル卿という騎士の役職を割り振る人物も登場したが、同一人物かは不明。
ジェミナイ（Gemini）
声 - ジェフ・ベネット
セイント・オルガの副校長。名前は32話aパートに登場。
ヘイナスと共にマルコを捕まえようとするが、実はプリンセス・クズのグッズを隠し持っていたマルコの隠れファン。53話aパートでほかの警備ロボットと同じようなロボットであることが判明、ヘイナス（メテオラ）にコアを取られて動かなくなった。
ルベリオット（Ruberiot）
声 - 鈴村健一/ パトリック・スタンプ
シーズン2で初登場。ミューニの歌唄い。「歌の日」でスターを紹介する歌の歌手に選ばれた。大学で法律家になろうとしたが中退した過去を持つ。夢は歴代で一番優れた歌い手になること。
地球のポップシンガーの歌い方を採用し、「国民に嘘をつきたくない」というスターの指示で魔法の本を奪われた真実を歌に盛り込むが、独断で歌の最後にスターとマルコが両思いだとぶちまけた。スターをルードから助けに来たマルコに協力し、後にフールデュークと結婚した。
フールデューク（Foolduke）
声 - ナタリー・パラミデス
バタフライ城の道化師。マルコにいたずらばかりする白い猿をペットにしている。イクリプサの戴冠式にも出演した。実はパイ島の出身だが、嘘つきだらけの故郷を嫌っている。
リッチピジョン（Richard Pigeon）
声- ゲイリー・アンソニー・ウィリアムズ
ピジョンの国のプリンス。見た目は帽子を被ったただのハト。41話aパート初登場。人工の足に乗って移動し、48話では腕もつけていた。46話aパートでは、マルコに本物の足を折られてしまう(悪気はなかった)。「気にするな」と言ったが、根に持っているのかいないのかはっきりしない。話せないなどと思われていたが、ちゃんと言葉を話す。ポニーヘッドによると「イケメンボイス」。
タロン・レィベンタロン（Talon Raventalon）
声 - フレッド・タタショア
47話aパート初登場。ヘカプーの次元にいるマッチョマンの鷲。サングラスをかけ、頭から被った動物の毛皮の顔にもサングラスをかけている。ヘカプーとポータルを閉じる仕事をしていた。同じチームになったメンバーとは絶対に集合写真を撮ると決めているらしい。
55話でのメテオラとの決戦にも駆けつけ、マルコ達を助けるが最後には彼のドジのお陰で敗走するハメになる。
シーホース（Seahorse）
声 - Eddie Perino
42話aパート初登場。ポニーヘッドの元彼のタツノオトシゴ。昔はロックンロールをやるようなワルの性格だっだが、悪魔祓いをしたので現在はまじめすぎるというよりも機械的な性格になっており、「ミラーモバイル」という携帯電話店で働いている。
ラバボ（Lavabo）
声-  デイモン・ジョーンズ
40話aパート初登場。ミューニの城の地下にいる洗濯の騎士。王様たちの洋服の汚れを落とすことに命を懸けている。王国にとても忠実で、スターからの信頼も厚い。57話からは、怪物の神殿で働いている。
ミーナ・ラブベリー（Mina Loveberry）
声 - 永島由子/エイミー・セダリス
スターが憧れていたミューニの伝説の女戦士。ボロボロのワンピースとお団子ツインテールが特徴で、片方の靴を履いていない。しかし、戦闘の時はマッチョな戦士に変身できる。怪物を憎んでいる。
スターによると最強の戦士らしいが、ゴミ箱から出てきたり、捨てられたドーナツを食べようとしているなど、マルコ曰く「どう見てもただの変な人」。医者に「休め」と言われたため地球にバカンスに来た。昔はミーナのような超人的な戦士がたくさんいたらしいが、今は自分しか残っていないとの事。
48話で怪物とイクリプサの娘・ヘイナス（メテオラ）を怪物だと言って攻撃しようとするも、彼女をかばったスターたちに足止めされ、最後は警察におびえ逃げて行った。
65話bパートで「怪物以外の国民はイクリプサにないがしろにされている」と、イクリプサを退位させるため彼女にヤダヤダ・ベリーを盛る。かつての女王で怪物切り裂き人のソラリア・バタフライに憧れており、ムーンに「ソラリア計画」を行おうと提案した。だがその計画はミューニの暗黒時代を作ったものらしく、「たくさんの兵士の犠牲が伴った」とムーンが反対すると、「ウチは戦士以外の何物でもない、あなたも女王以外にはなれない」と言い激怒し去ってしまった。
76話aパートでは、過去が明らかになる。もともとは貧しいミューニの農民だったが、怪物を倒すソラリアに憧れ、ソラリアに「最強の戦士にしてあげる」と言われ忠誠を誓い弟子入りした。
74話～77話では強力なソラリアの巨大兵士軍団を作り、すべての怪物をミューニから排除しようとしていた。ただしそれはムーンがイクリプサを退位させるための計画として彼女に命じたものだったが、案の定ミーナは暴走し、ソラリアの魔法でグラブゴーら怪物たちを皆殺しにしようとする。
77話（最終話）では魔法の領域で魔法を破壊しようとするスター達を倒そうとするが、領域の黒いユニコーンに襲われ、魔法の領域から脱出したあとはボロボロになりながらも「計画がある」と言い森に去って行った。
モデルはセーラームーンだが、名前自体は愛野美奈子に近く、戦士形態はドラゴンボールのブロリーに似ている。

#### 怪物たち
筋肉ガエル（Buff Frog）
声 - 西凜太郎/英：フレッド・タタショア
カエルのような見た目をした怪物。「筋肉ガエル」の他に「チャド」などのあだ名で呼ばれている。本名は「エフギニー・ブルゴヤボフ（Yvgeny Bulgoyabov）」。英語版ではロシア訛りの英語で喋る。
当初はルードに忠誠を誓い、地球にいるスターを監視したり、地球でのステッキを奪う戦いにも参加した。最初からトフィーをよく思わず、11話aパートではトフィーの企みによって城から追い出されてしまう。ルードから仲直りのプレゼントにオタマジャクシ（実は食料用）をもらい、立派な父親になることを誓った。
怪物退治に疑問を持ったスターに逃がしてもらったのが縁で、マルコを助けに来たスターに協力。ルードと決別してスターの友達になった。その後は森に家を建ててオタマジャクシ達を育てて暮らし、ミューニのトウモロコシが何者かに盗まれたのを知って調査を進めているうちに黒幕であるルードと再会する。『ミューニをかけた戦い』ではトフィーから逃げてきたスターとムーン女王を家に匿い、トフィーの復活を聞かされた。ムーン女王からは信用されなかったが、親として「子供を守りたい」という気持ちを通わせて和解する。
44話bパートでスターから怪物専門家に任命されたが、怪物パーティーの件もあり、52話aパートで「今のミューニに怪物の居場所はない」と言い、仲間と子供たちを連れてスターに別れを告げ、他の次元へ旅立っていった。
初期の頃は目つきが悪くいかつい見た目だった。現在は顔や体が丸くなり、いかつさは減ったが、割れた腹筋は今も健在である。
ルード軍団（Ludo Forces）
ルードの部下の怪物達。ルードの命令でステッキを奪おうとするが、スターやマルコとの戦いであっさりやられてしまう。ルードからの厳しい仕打ちに思う所があったらしく、トフィーがルードを城から追い出してからはトフィーの部下になる。魔法のステッキの爆発に巻き込まれ、以後の生死は不明だったが、44話bパートでは一部の怪物たちがミューニの怪物の村に住んでいたことが確認できる。
ブーフライ（Boo Fly）
ハエのような見た目の怪物。13話ではトフィーの命令でマルコを誘拐する。現在は別のモンスター達と一緒に仕事をしている。
ディアビアード（Deer Beard）
声 - フレッド・タタショア
鹿のような角と顎鬚が特徴の怪物。ノースリーブのTシャツを着ている。
三つ目（Three-eyed Potato Baby）
3つ目の赤ん坊の怪物。うまく喋ることができず唸り声で話す。5話bパートではバスを運転した。44話bパートでも登場する。
ベアコーン（Bearicorn）
声 - ジェフ・ベネット
クマのようなモンスター。ユニコーンのような角が生えている。右肩に「boss」と描かれたハートのタトゥーをしている。
ビッグチキン（Big Chicken）
声 - アダム・マッカーサー
大きなニワトリのモンスター。黒い首輪を着けている。卵を産んで爆弾にする。
ジラフ（Unnamed giraffe monster）
声 - ジェフ・ベネット
キリンのモンスター。
ツーヘッドッド（Unnamed two-headed monster）
声 - マット・チャップマン
頭が2つある怪物。
ウォートホッグ（Unnamed warthog monster）
イボイノシシの怪物。目が3つある。
フリルネック（Unnamed frill-neck monster）
首にえりまきのようなものがある怪物。頭が長く角が生えている。
エミット（Emmitt）
声 - フレッド・タタショア
牛のような見た目の怪物。唸り声で話す。スカルニック先生を好きになり一緒にミューニに帰るが、最後はなぜか先生をミューニから追い出した。
マンアーム（Man Arm）
巨大な右手を持つワニの怪物。右手は大きいが左手は小さい。ルード曰くいつも連れてきているらしいが、マルコには「こんな奴初めて見た」と言われた。
スパイクボール（Spikeballs）
手が棘付きの鉄球になっている怪物。いつもモンスター達の後ろの方にいるらしい。
ロブスター・クロー（Lobster Claws）
声 - 橋本雅史/英：Brian Posehn
ロブスターの怪物。のんきな性格で、ステッキを奪うのに失敗したことで怒ったルードにクビを言い渡される。マルコは彼がいいことができるように手伝うが失敗して逆に周りに迷惑ばかりかけてしまう。スターは彼をまたルードの部下に戻そうとわざとやられるふりをする八百長の芝居をするが、彼はステッキを奪ってしまう（この後マルコに阻止された）。一度ステッキを手に入れかけたことによってルードに気に入られ、部下に戻ることができた。
この他にもコウモリやワニ、花の怪物などが登場している。
トフィー（Toffee）
声 - 祐仙勇/英：マイケル・C・ホール
8話bパート初登場。
ルード軍団に加わったスーツ姿の謎の男。トカゲのような怪物（ディズニー社から販売された魔法の本によると「Septarian」という種族）で、理知的で冷酷沈着な性格。一人称は「私」。ルードに雇われ、ステッキを奪う悪巧みに加担する。
体の一部を失っても何度でも再生させる不死身の能力をもつが、指を一本だけ失っている。ルードとは違い魔法の力そのものを嫌っているようで、ルードに対し「あの魔法の犠牲になってるもんはあなただけとちゃいますから」と言っており、バタフライ家とは過去に因縁がある様子。
邪魔だったルードや筋肉ガエルを城から追い出し、城を乗っ取ってしまう。マルコを人質にとってスターを誘いだし、「ささやきの呪文」でステッキを破壊するように指示した。スターのささやきの呪文でステッキが爆発すると、着ていたスーツだけを残して消息を絶つ。
シーズン2ではムーン女王の母・コメットの死に関わっていたことが判明する。その後にムーン女王の闇の魔法で指を一本切り落とされた。石板には「不死身の怪物」と記されている。また、ステッキの中に入ったスターの目の前でムーンのタペストリーの中からトフィーの指が現れ、その後にスターのクローゼットの中に投げ捨てられた。31話bパートのラストでルードの体を乗っ取り復活、35話でルードの神殿に来た魔法委員会を魂を抜き取る闇の魔法で返り討ちにし、ムーンに「かつて私のものだったものを返してもらう」と言い放つ。用語集さんとの間には若い頃から因縁がある模様で、用語集さんのいる魔法の本を燃やしてしまった。
『ミューニをかけた戦い』では、ルードを操りながらミューニを支配。黒い魔法で染まった魔法の領域を通してルードの肉体を操っており、魔法の領域にスターを閉じ込めてしまう。スターの身柄と引き換えだと偽ってムーンから指を取り戻し、完全に復活。蘇ったスターの魔法で体を溶かされたあげくルードが倒した柱に潰され倒された。その後、魔法を壊す決断をしたスターにタペストリーの中で話しかける。
ラスティコア（Rasticore）
声 - Chris Tergliafera
ヘイナスのボディガードで、巨大なトカゲの怪物。本名は「ラスティコア・カオサス・ディサストロヴェーン（Rasticore Chaosus Disastervaine）」。ハサミではなくチェーンソーで次元を切って移動する。ヘイナスの命令でマルコ達を捕まえようとするが、マルコ達を追っていたギフトカードに襲われ、ヘイナスの元へは彼の切れた手首だけが送られた。その時点ではまだ生きているらしく、32話aパートのラストで肘まで復活している。
実はトフィーと同じ種族で、ムーン女王と戦ったトフィー軍団の一人。44話aパートでは顔以外の上半身が復活、48話ではほとんどの上半身も復活し、感情も取り戻していた。53話aパートでは完全に復活していたが、ヘイナスが投げたジェミナイのコアをくらい再び手首だけになってしまう。61話aパートでは暗殺者ギルドで働いていた。左腕しか元に戻らなかったため、「生活していくのが大変」とのこと。
オオグモとオオワシ（Giant spider and Bald eagle）
ミューニの森に住んでいた動物。14話bパートで初登場。ルードを餌とみなしていたが逆に飼い馴らされ、シーズン2でルードの新しい配下となる。いずれも雌。39話ラストで自分探しの旅をしに行くと言ったルードにはついて行かず、ミューニに残った。現在はデニスの部屋に隠れて住んでおり、デニスがルードを探すのに協力した。
筋肉ガエルの子供たち（Buff Babies）
筋肉ガエルが育てている12匹のオタマジャクシ達。名前はカトリーナ、ボリス、アレキシ、アナスタシア、ディミトリ、アニヤ、イゴール、ミハイル、レオ、イリナ、ナディア、セルゲイ。
19話aパートではカエルの足が生えた。38話aパートで手が生え、カトリーナだけはまだ手が生えてないがほかの子とは違い言葉を話していた。その後皆カエルの姿に成長し、52話aパートでは、筋肉ガエルやほかの怪物たちと一緒に別の次元へ旅立ってしまう。
編み物モンスター（Yarn monster）
声 - ディー・ブラッドリー・ベイカー
毛糸でできたモンスターで、クラスメート達を連れ去る。宇宙でもっともつまらない生物らしい。最後はスカルニック先生に毛糸をクリップにひっかけられほどけた。
ネズミ（Bar rats）
ミューニの森のバーにいるネズミ達。亭主のネズミは右目が赤い。店に入ってきたルードにお粥ではなく泥を食べさせるなど馬鹿にしていたが、後にステッキの力で倒され、以後はルードの配下になる。『ミューニをかけた戦い』ラストでルードが去った後の状況は不明。
デニス・アヴァリアス（Dennis Avarius）
声 - アッティカス・シェイファー
ルードの弟。バスケが好きで、兄より背が高い（最後にルードと会った時は彼より背が低かったらしい）。ルードを探しに来たクイーン・バタフライに彼の居場所を教えてあげた。
兄であるルードを心配して助けたいと思っている。両親の性根の悪さに嫌気がさしており、自分で家を出て行ったルードを「僕のヒーロー」と尊敬していた。51話bパートではルードが残した次元切りハサミを使いルードを探し、彼と再会する。かつてルードが被っていたドクロを持っていた。
スライム（Slime Monster）
声 - ボビー・ミラー
48話初登場。全身がアロエのスライムでできている怪物の青年。怪物パーティーでは顔にクモの咬み傷がある一族・スパイダーバイト家のペネロペ王女の顔のコブを治し、彼女と恋に落ちる。
グラブゴー（Globgor）
声 - 上田燿司/英：ハイメ・カミーユ
イクリプサの夫で、鬼の怪物。56話ラストで、ロンビュラスのクリスタルに封じられているのが明らかになった。シーズン４ではイクリプサが女王となり彼も王となったが、魔法委員会の関係で未だ解放できずにいる。
69話bパートではイクリプサがグラブゴーの心に入り込む魔法を使って素性が明らかになる。体の大きさを自由に変えることができる。もともとは人間を食べるような狂暴な怪物だったらしいが、イクリプサのためにベジタリアンになったとのこと。ただ、自身でも彼女が魔法を使い心の中に会いに来ていて、楽しい時間が現実ではないことを分かっていた。そのため、魔法の本に載っていた魔法で自分を解放しようとしていたイクリプサを説得し、ちゃんとした形で解放するようにと誓う。
グラブゴーを解放するために、イクリプサは、スターの提案で戴冠式をすることになる。
70話ではついにイクリプサの戴冠式が行われるが、それを妨害しようとしたロンビュラスにクリスタルから解放されたため、騒ぎを起こさないためにと逃げ出していた。
のちにスターにより連れ戻され、イクリプサと再会を果たしたが、魔法委員会により攻撃を受ける。その最中で娘・メテオラを守ったことや襲い掛かってきた魔法委員会以外の国民を傷つけないようにしたことからミューニ人からの信頼を得、新たなミューニの王となる。

#### 地球人
地球人のキャラクター(おもにマルコの友達や家族以外)は、シーズン3ではほとんど登場しない。

ラファエル・ディアス（Rafael Diaz）
声 - 寸石和弘/英：アルト・バトラー
マルコの父。おおらかで楽天的な性格で、ホームステイに来たスターを受け入れる。妻とはアツアツで、夫婦揃って旅行好き。毎年ハロウィンに子供達を怖がらせて楽しませようとしている。
アンジー・ディアス（Angie Diaz）
声 - 壹岐紹未/英：ニア・ヴァルダロス
マルコの母。夫のようにおおらかで楽天的な性格。夫ともどもマルコのことをスターよりも知らなかったことを知り、「寂しくなったから」と妊娠。52話bパートではその子に「マルコ・ジュニア」と名付けることを話したが、出産したのは女の子だった。
スカルニック先生（Miss Skullnick）
声 - 壹岐紹未/英： ディー・ディー・レッシャー
スターとマルコの担任の中年女性。2話aパートにてスターの魔法でトロールの姿に変えられ、以降その姿のままでいる。フルネームは「マーガレット・スカルニック（Margaret Skullnick）」。50歳。12話aパートにてトロールの秘密を知る。マリソルというハムスターを飼っている。ヘビが苦手。
校長先生（Principal Skeeves）
声 - 各務立基/英：ジェフ・ベネット
スターとマルコが通うエコー・クリーク・アカデミーの校長。スターの両親から財宝を渡されてスターを学校に受け入れる。学校のマスコット、オポッサムのオーティスを大事にしていた。
ジャッキー・リン・トーマス（Jackie Lynn Thomas）
声 - 矢野亜沙美/英：グレイ・グリフィン
スターとマルコのクラスメートで、マルコの幼少時代からの片思いの相手。いつも校内をスケボーで移動している、クールでさっぱりとした性格の女の子。
26話bパートではマルコと映画を見に行き、27話から彼と交際を始める。
42話bパートで、ミュー二から戻っても地球の生活に戻れなかったマルコに「今別れた方がいい」と言って彼と別れる。その後フランスに留学していたらしく、71話bパートにて久々にマルコと出会い、良き友人として接する。
ファーガソンとアルフォンソ（Ferguson and Alfonso）
声 - （ファーガソン）こばたけまさふみ/英：ネイト・トレンス、（アルフォンソ）橋本雅史/英：マット・チャップマン
マルコのクラスメートで親友。ファーガソンは赤い髪に太った体型が特徴で、お腹に顔を描いて女子にイタズラをしている。アルフォンソは細身でメガネを掛けている。マルコ曰く「クールな奴ら」。ファーガソンはマルコとアルフォンソしか友達がいないらしく、マルコに「そんなんだからお前は友達二人しかいないんだよ！」と言われたことがある。
マルコと一緒に魔法の鏡でイタズラ電話をするが、規定の通信料金分を越えたため通信サービス会社がある妖精の国ピクソトピアにスター達と共に行く。
シーズン2では群衆シーンに姿が見られるのみで台詞はなかったが、42話bパートでは久しぶりにマルコたちと遊んでいた。アルフォンソは髭を生やしていた。
ジャンナ・オードニア（Janna Ordonia）
声 - 沖佳苗/英：アビー・エリオット
スターとマルコのクラスメート。周りとは少し違う感性を持っており、オカルトや死体置き場が大好き。
かつてファーガソンを通してスターの魔法の本を手に入れた事があり、用語集さんと仲が良い。シーズン2からはスターと友人になり、マルコをからかうようになる。マルコの指紋をこっそり拝借して財布の中を見るなど、マルコのことならなんでも知っている。
シーズン3以降でもミューニに出入りし、40話aパートではスターに用語集さんの幽霊を消す方法を教えたり、47話bパートでは寝ている間に蝶形態に変身したスターを助けた。用語集さんに教わった知識をノートに書いており、マルコに魔法のステッキを使わせる。
空手の先生
声 - 西凜太朗/英:ニック・スウォードソン
マルコとジェレミーが通う空手道場の先生。38歳で、母親と暮らしている。
マルコに憧れられていたが、実は教則ビデオを見なければ何もできないということが判明し、マルコに幻滅された。シーズン４ではオスカーと「ブリッタズ・タコス」というタコス店で働いている。
ブリトニー・ウォン（Brittney Wong）
声 - 沖佳苗/英： ミナエ・ノジ
スターとマルコが通う学校のチアリーダーでお金持ちのお嬢様。自己中心的で高飛車なうえ自分に注目が集まらないと気がすまない性格のため、学校で人気者のスターを嫌っている。学校のみんなに冷たくするのは、みんながオポッサムより上でいるためにしていたことらしい。
ジェレミー・バンバーム（Jeremy Birnbaum）
声 - 沖佳苗/英：ジョシュ・ラッシュ
3話aパート初登場。意地悪な金持ちのお坊っちゃまで、マルコをいつもバカにする8歳の少年。マルコと同じ道場に通っており、3話bパートの彼との試合ではメリケンサックを使おうとして反則負けする。その後もよくマルコを挑発している。母親を嫌っている。
オスカー・グリーソン（Oskar Greason）
声 - 後藤ヒロキ/英：ジョン・ヘダー
スターとマルコの通う学校の生徒。スターが一目惚れした相手。校長曰く札付きのワルで、いつも車のボンネットの上でショルダーキーボードを弾き歌っているが、演奏は下手。普段は両目が髪で隠れている。35話では髪型を変えた。71話bパートではタコス店で働いている。
ジャシュティン（Jushtin）
声 - 寸石和弘/ジェフ・ベネット
スターとマルコのクラスメート。フットボールのチーム「オーサムオポッサム」のメンバー。
フランシス（Francis）
声 - ジェフ・ベネット
スターとマルコのクラスメート。眼鏡と歯の矯正が特徴。
サブリナ（Sabrina）
声 - ダロン・ネフシー
スターとマルコのクラスメート。学校のチアガールの一人。よく怪我をしている。
スターファン13号（StarFan13）
声 - ダロン・ネフシー
スターとマルコの学校の女子。スターが大好きで、彼女に合わせて角のカチューシャとハート模様を付けている。
マリポーサ・ディアス（Mariposa Diaz）
声 - イサベル・ゴメス
71話bパートで生まれたマルコの妹。マルコに子守りをされるが、周囲からはマルコとスターの子だと勘違いされた。
72話bパートでは、マルコがベビーシッターをしていたメテオラとネバーゾーンに行ってしまう。ネバーゾーンでは時間の流れが違うため、2人はティーンエージャーまで成長していた。急いで連れ戻しに来たスターとマルコと敵対するものの、マルコがくれた指人形とマルコの子守歌で昔を思い出す。親友のメテオラのように魔法を使えるようになりたいと願うが、ネバーゾーンの厳しい食事情を知るマルコが「食べ物が好きなだけ食べられる」と説得すると地球に戻った。

### その他のキャラクター
レーザー犬
声 - ライオンズ・マティアス
スターの魔法で生まれた子犬。目からレーザーを発射する。12話bパートのスターの夢の中ではスターと話している。36話aパートのマルコの台詞により一匹の名前がバルコだと判明する。
キング・ポニー・ヘッド（King Pony Head）
声 - モーリス・ラマーシュ
ポニーヘッドの父親。スターの父キング・バタフライとは友人。
セイント・オルガのガード（Guards of St. Olga's Reform School for Wayward Princesses）
声 - モーリス・ラマーシュ
セイント・オルガのガード達。逃げたポニー・ヘッドを探しにやってきた。ガード達は全員ロボットである。オルガがプリンセスたちに乗っ取られてからは、お手伝いロボットになっていたが、53話aパートではジェミナイの持つリモコンでコントロールされ、プリンセスたちに襲い掛かった。他にも、「セイント・オルガ」という母親ロボットがおり、それが、ヘイナス（メテオラ）を育てていた。
ウォリアーズ（Warriors）
シルバー・ヒル・ピリップ高校のフットボールチーム。スターの学校のチームのオーサムオポッサムは毎年負けてしまうらしい。チームのマスコットであるオポッサムをさらってしまう。スターが仕掛けた魔法の罠によって酷い目にあい逃げ出す。そのためオーサムオポッサムの不戦勝となった。
ヌルヌルの腕（Monster Arm）
声 - コーリー・バートン
スターの魔法でヌルヌルのタコのようになってしまったマルコの腕。マルコの意思とは関係なく動く。途中で口ができて喋れるようになった。最後は元に戻るが、その直前に「俺は消えない」「お前の中で生き続ける」と言い捨てながら消滅した。13話では一瞬だけ登場する。トムによるとこれも悪魔の呪いらしいが、詳細は不明。
グスタフ（Gustav）
声 - 橋本雅史/英：ロブ・ポールセン
以前マルコの家にホームステイしていた少年。ミートボール作りが得意。マルコたちディアス家ととても仲がいいが、スターにはディアス家を騙していると疑われる。
本名は「チャーリー・ブース（Charlie Booth）」。スカンジナビア出身だと言っていたが、本当の故郷は「ベイカーズフォールドビル」という誰も知らず、活気がない町らしい。シェフになって故郷の人々を喜ばせるのが夢で、料理の修行をするためにマルコの家にホームステイしていた。しかし、ラストシーンでは「フランソワ」として他の家にホームステイした。9話aパート、52話bパートでも台詞はないが登場する。
マルコの祖母
声 - グレイ・グリフィン
4話aパートの電話で登場。
ナマケモノの店員（Quest Buy sloth clerks）
声 - フレッド・タタショア
クエスト・バイで働いている店員。何か聞かれると「担当じゃないんで」と言い逃れようとする。怒らせると非常に怖い。
ヒドラ（Hydra）
「死に至る森」に住む怪物。頭が6つある。
妖精の女王（Pixie Empress）
声 - アンナ・キャンプ
ピクソトピアの女王。ファーガソンと結婚しようとしていたが、スターによると「ファーガソンを食べようとしていた」とのこと。ラストシーンではアルフォンソと結婚式をあげた。
妖精の店員（Pixie clerk）
声 - ヒンデン・ウォルチ
ピクソトピアの魔法の鏡の通信サービス会社の店員。
プリンセス・スムーシー（Princess Smooshy）
声 - アリフ・S・キンチェン
セイント・オルガから逃げてきた象のような姿のプリンセス。自撮りが趣味。セイント・オルガの追っ手から逃れるためスターと顔を交換しようとした。最後は結局オルガに連れていかれる。「恐怖のセイント・オルガ」で再登場。
44話aパートではプリンセス・クズを尊敬するプリンセスの一人になっていたが、ラストではヘイナス(メテオラ)に捕えられ生気を奪われていた。
ブライアン（Brian）
声 - スティーヴン・ルート
8話aパート初登場。トムのトレーナー。彼のおかげでトムは53日間怒らずにいられたが、彼は最後は怒りを爆発させた。
ミセス・リヤオ（Mrs. Liao）
声 - グウェンドリン・ヨー
中華料理店の店員の中国人女性。スターにフォーチュンクッキーをあげた。
時の番人（Father Time）
声 - ジム・ガフィガン
9話aパート初登場。時間を動かしている老人。スターが魔法で時間を止めるまでずっと「時の歯車」を回していた。泥で遊ぶことが好き。
ヘリオス（Helios）
声 - ジェイミー・ケネディ
9話bパートで登場した太陽。キング・バタフライやキング・ポニー・ヘッドらからは煙たがられている。いつもパーティを台無しにする。水を浴びたりするとゴルフボールほどの大きさになる。
クラウディ（Cloudy）
声 - エリック・バウザ
スターの魔法で生まれた雲。体の色はピンク。17話bパートでは、ステッキの不調が原因で暴走してしまった。
シルクハット・スパイダー（Spider With a Top Hat）
声 - スティーブ・リトル
24話bパート初登場。スターの魔法で生まれたクモ。普段はステッキの中に住んでおり、他の仲間達を楽しませている。強い戦士になるのが夢で、日々特訓している。
帽子からマシンガンを発射する魔法を習得していて、48話にも登場したが、ミーナ・ラブベリーにあっけなく倒されてしまった。
リル・チョンシー（Lil Chauncey）
ムーン女王のペットだった動物で、豚と山羊を合わせた「ブタヤギ」という種族。戦いで死んだらしい。スターの記憶と繋がったステッキの中で初登場、36話bパートのムーン女王の過去が語られるエピソードでも登場している。
ヤナギハチ（Willoughby）
声 - メイム・ビアリク
スターのステッキをくわえていた謎の犬。ヤナギハチの名前はリディアが「ヤナギストリート（Willow Street）」からつけた。性別は雌。
実は別の次元から来た犬。彼女の次元では犬にも色んな悩みがあるらしく、願いをかなえるためステッキをくわえていた。犬を欲しがっていたリディアの飼い犬になり、スターからペンダントをもらった。
リディア（Lydia）
声 - エイミー・セダリス
飼い犬を欲しがっていた女性。ヤナギハチを自分の犬だと言って欲しがり、スターに「飼い主じゃない」と言われたが、ヤナギハチを飼うことになった。
ブリジッド（Brigid）
声 - イヴェット・ニコール・ブラウン
警察から逃げていたスターを見つけた動物介護人。スターにパンケーキをごちそうした。捨てられた髪の毛を盗んで、調度品を編んだり負傷した動物の巣を直したりしている。
ロイ（Roy）
声 - ジェリー・トレイナー
20話aパート初登場。宇宙最高のホットドッグ「ゴブリンドッグ」やそのグッズを売っているゴブリン。ゴブリンドッグを食べてもらう者を選び、ゴブリンドッグは存在しないと言って、金を払い戻すことでマルコ達をテストした。その後もときどき登場している。
トビー、サージ、イングリッド（Toby, Serge, Ingrid）
声 - Tajna Tanovic（イングリッド）
スターとマルコの学校の生徒。お仕置き部屋に入れられていた。イングリッドはドイツ語を話す。
ドッグブル（Dogbull）
声 - ジョン・ディマジオ
ミューニのトウモロコシを手に入れようとしている怪物。犬のような顔に牛のような角としっぽが特徴。腹筋が割れている。ブーフライらと一緒に働いている。子供を育てている筋肉ガエルを当初は馬鹿にしていたが、ピンチの時に助けにきた彼に礼を言った。
マッキー・ハンド（Mackie Hand）
声 - トラヴィス・ウィリン
マルコが好きな映画スター。30年前に亡くなっている。出演作は「Hand to Hand to Hand」、「Hand to Hand to Hand 2」など。トムの力で蘇った。
腹ぺこラリー（Hungry Larry）
声 - ビリー・ウェスト
スターとジャンナが家を怖くするために召喚した怪物。古いテイクアウトのメニューにマスタードをたらしてなめ、3回彼の名を呼ぶと現れる。家にやってきた子供達を食べてしまう。
エミリオ（Emilio）
声 - 斎藤志郎
「エミリオピザ」のオーナー。マルコとは友人。マルコに渡したピザのマッシュルームが一つ足りないという理由でピザ屋をやめてしまう。
ショーン（Sean）
声 - ジョシュ・サスマン
26話aパート初登場。魔法委員会などの拠点がある塔の受付をしている。
アマノジャク（Naysaya）
声 - JP Karliak
赤い月ダンスパーティーの後、トムがかけた悪魔の呪いでマルコの首に生えた小さな怪物。宿主が愛の告白をしようとするとその人物の恥ずかしい秘密をばらしてしまう。スターやジャンナに「マルコジュニア」と言われた。
ピエロのボンボン（Bon Bon the Birthday Clown）
声 - トム・ケニー
100年前に町に住んでいた伝説のピエロ。不慮の事故で死んでしまったが、100年後の命日に甦ると言い残す。そして100年後に甦ったが、スターが出した魔法の穴に吸い込まれてしまった。
ミスター・マカフシギ（Preston Change-O）
声 - アル・ヤンコビック
空手の先生のバースデーパーティーに呼ばれた マジシャン。マジックを見せた後に「はい、マカフシギ！」と言う。マジックを見せた後に観客から「幸せ」を少しづつ吸い取っていた。
ベイビー（Baby）
声 - メリッサ・ラウシュ
クイーン・バタフライがスターに送った猫のような生物。スターをミューニへ連れ戻すかどうか決めるための評価を行った。食べることが好きだが食べ物は一瞬にして平らげてしまうので、マルコからは煙たがられている。
ラブ・センテンス（Love Sentence）
声 - 鈴村健一/英：（ジャスティン・タワーズ）ニック・ラシェイ
トムやマルコが好きな5人組のボーイズバンド。刑務所の囚人をテーマにしたコスチュームを着ている。
ブルード卿（Lord Brudo）
声 - ジョン・ディマジオ
ルードの父親。息子のルードを嫌っている。かつて住んでいた城をルードとモンスター達に乗っ取られたらしく、今は妻やデニスと死に至る森に住んでいる。かつてルードによって家に火をつけられたらしいが、ルード曰くこれは兄の一人チュードが関わっていたらしく、ルードだけの責任ではなかった模様。王冠を被っており、禿げ頭で髭を生やしている。シールをこするのが趣味。
ジェリー・グッドウェル（Dr. Jelly Goodwell）
声 -
44話bパート登場。ミューニの城で働いている怪物専門家の女性。「怪物もミューニ人と同じ」だとスターの意見に賛成していたと思いきや、怪物を珍しい野生動物位にしか思っておらず、怪物の村のダムを爆破し、周りを川で囲むことで彼らを隔離しようとした。途中で間違いに気づき、最後はあふれる水から村を守るスター達に協力したことで怪物の事を学び、「怪物として生きていく」と宣言したため、スターは筋肉ガエルを新たな怪物専門家に任命した。
プリンセス・ペネロペ・スパイダーバイト（Princess Penelope Spiderbite）
顔にコブがある一族・スパイダーバイト家の王女。怪物パーティでコブを治療してくれたスライムと恋に落ち、彼と家族ぐるみの付き合いとなる。
ベン（Ben Fotino）
声 - アレックス・ハーシュ
34話登場。ふかふかラウンジにあった「フォトブース（プリクラのこと）」に隠れていたゴブリン。フォトブースに閉じ込められたスターとマルコに「二人の魂が望んでいることをしないと出られない」と伝える。スターとマルコがキスをすると、実は二人をキスさせるためにわざと閉じ込めたとバラした。
エディ（Eddie）
声 -
51話aパート初登場。ヨハンセン家でのリバーの狩り友達で、よく茂みにカムフラージュしている。
パイ・キング（Pie King）
声 -
58話に登場。嘘つきだらけの島・パイ島の王。記憶を失っていたムーンを誘拐し、パイ島の中でパイを作らせた。
レリコー（Relicor Lucitor）
声 -
60話bパート初登場。トムのひいおじいちゃん。叫び声のような声で話すため、喋るたびにトムが通訳している。
ブランゼッタ（Brunzetta）
声 - ナターシャ・ロスウェル
60話aパート初登場。マルコのネバーゾーンでの友人。オノでの戦いを得意とする。
バブス（Babs）
声 -
61話aパート初登場。暗殺者ギルドで働く少女。いつも結膜炎にかかっている。
アポテキャリー・シェリー（Apothecary Sherry）
声 -
61話aパート登場。ミューニの町で屋台をしている女。食べると石になる果実「ヤダヤダ・ベリー」を売っており、イクリプサにそれを盛ろうとした容疑者としてスターとマルコに捜査される。最終的には真実を話そうとせず、自らヤダヤダ・ベリーを飲み石になった。
ドゥープ・ドゥープ（Doop-Doop）
声 - ジャスティン・ロイランド
71話aパート初登場。スターがはじめて使った魔法。ほうきの姿をしている。何もできないが、スターの親友になりたがっている。スターに持て余され、小屋の中で長い間放置されていた。
フェスティヴィア・バタフライ（Festivia Butterfly）
25話aパートでタペストリーの絵姿として登場。ミューニの農家の娘として生まれたが、怪物とのハーフであるメテオラを忌避した人々によって王室の記録を改ざんされ、次代の女王に据えられた。これらの事実は徹底的に隠された秘密で、現女王であるムーン・バタフライにも伏せられていた。
頬にダイヤのマークがあるが、これは後天的に得たものである。ステッキは子供の頃はガラガラだが、成人後は黄金の杯に変わっている。
58話のbパートでパイフォーク王から元はパイフォークの赤ん坊でミューニの農家に拾われた事が語られるが、元来パイフォークの人々は嘘つきの嫌われ者ばかりなので、記憶を失ったムーン女王をパイフォークに留める為の嘘である可能性もある。
ムーン女王やスターの直系の祖先であるが本来の王家とは血の繋がりは全く無い。
ソラリア・バタフライ（Solaria Butterfly）
25話のaパートでタペストリーの絵姿として登場。ムーン女王の9代前の女王でイクリプサの母親。両頬に稲妻型のマークがある。ステッキは赤い刃の剣で、斬った相手の傷跡を広げて爆死させる力がある。
「怪物切り裂き人」の二つ名を持ち、怪物を憎んでいた。超人兵士軍団を組織し自らも剣を振るって戦場を駆け回り、時には赤ん坊のイクリプサを抱えたまま戦闘を指揮した。
ミューニから徹底的に怪物を排除する為、超パワーを持つ超人兵士を百人見出した。ミーナ・ラブベリーもその一人である。

## 作中に登場する場所・用語
ミューニ（Mewni）
スターの故郷である異次元の魔法の国。日本語吹き替え版ではミューニ出身のキャラクターは大阪弁を使っている。
王家のバタフライ家は代々女系で、女王を中心とした魔法委員会に治められている。空の色はピンク色で、上空には惑星が浮いている。ミューニの住民は「ミューニ人」と呼ばれている。5話aパートでは城下の村も初登場しているが、とても貧しく汚い村である。ミューニ人と怪物たちはトウモロコシが好物のため、畑には怪物たちが入れないようにバリアが張ってある。
バタフライ家の人間には頬にマークがあり、特に王女は思春期（ミュニ春期）を迎えると背中に羽が生え、蝶の羽の形に大きく広げて蝶形態に変身し、魔法のステッキがなくても手のひらから魔法を使えるようになる。
クロブノック月37日（ミューニでの日にち）はミューニ記念日（英語版では独立記念日）で女王が魔法で住民を兵士にし、怪物達を倒した日とされている（怪物達からは「怪物こてんぱんの日」と呼ばれ恐れられている）。他にも、ミューニの歴史にかかわる「切り株の日」、プリンセスを国民に紹介する「歌の日」などがある。
怪物たちとそれ以外の異形の人々を分けるのは、お金持ちかどうかであるらしい。しかしながら、もともとミューニ人は地球から来た開拓者の末裔であり、用語集さんに与えられた魔法の力で元から住んでいた怪物たちを追い出して作られた国だと判明する。
魔法のステッキ（Royal Magic Wand）
バタフライ家に伝わる魔法の杖で、持つ者によって形が変わる。持ち主の記憶と繋がっており、持ち主の想像力で魔法を操れる。ステッキの動力源は魔法のユニコーンで、ステッキの中には持ち主に生み出された魔法の呪文の生き物たちが住んでいる。
シーズン1最終回ではバタフライ家に伝わる秘密の呪文「ささやきの呪文」で破壊されたが、二つのステッキに分かれて蘇った。
次元切りハサミ（Dimensional scissors）
魔法委員会のヘカプーが作り出す魔法のハサミ。次元を切り開いてポータルを開き、別の次元へと移動できる。ヘカプーが選んだ者しか持てないらしい。ラスティコアはチェーンソー型の物を使用する。
魔法の本（Magic Instruction Book）
魔法のステッキの呪文を解説する本で、用語集さんという本の番人が住んでいる。歴代の王女や女王が自分で編み出した呪文を書いている。2018年11月にディズニー社からファンブック（Star vs. the Forces of Evil: The Magic Book of Spells）として販売された。
魔法の鏡（Interdimensional mirror）
鏡同士でビデオ通話のように通信できる魔法の鏡。通信費がかかる。シーズン2から登場するスター、筋肉ガエル、トムのコンパクト型携帯電話にも使われている。コンパクト型携帯電話を販売する「ミラーモバイル」という店も存在する。
バタフライ城（Butterfly Castle）
スターはここで生まれ育った。この城以外にもミューニには城がある。シーズン3ではスターの部屋の塔とマルコの部屋ができた。歴代女王を描いた魔法のタペストリーの部屋があるが、そこはスターでも勝手に入ることが許されないらしい。
メテオラとの決戦で大きく損傷し、シーズン4からは国民から「幽霊がいる」「呪いがかかっている」等の曰くを付けられている。65話bパートでムーンが戻った時、ミーナ・ラブベリーが住んでいることが分かった。ミーナは、城の内部である計画を実行しようとしている。
ルードの城（Castle Avarius）
シーズン1でルードや手下の怪物達が住む城。ミューニのどこにあるかは不明（ただし8話bパートではトフィーがこの城からバタフライ家の城を見ている）。12話bパートではトフィーがルードを追い出し、城を乗っ取ってしまう。「ささやきの呪文」でステッキが爆発し、城は崩壊した。
なお、この城はルードが両親の留守中に手下の怪物たちと乗っ取ったものだったらしい。シーズン2では地下のアジトや神殿が登場する。
黄泉の国（Underworld）
トムの生まれ故郷。炎の雨が降る溶岩の国で、悪魔や死者たちが住んでいる。667年に一度、赤い月の夜に選ばれた男女は永遠に「赤い月の呪い」で結ばれるといわれる「赤い月ダンスパーティー」を開催している。年に一度、溶岩のビーチから魂が昇る「魂登りの日」もある。
死に至る森（Forest of Certain Death）
陽の光がほとんど差さない暗い森。危険な怪物たちが潜み、ヒドラの住む洞窟とルードの両親が住んでいる家がある。ディアス家が家族旅行に訪れた。
怪物の神殿（Monster Temple）
イクリプサが女王の頃、彼女と夫・グラブゴーが住んでいた神殿。シーズン2でルードが住み着いたことで存在が発覚する。魔法に反応して扉が開き、メテオラの部屋などがある。イクリプサが帰って来てからは、怪物たちも働く城のようになった。シーズン4からはスター、マルコはここに住んでいる。
スターがミューニ人と怪物たちの親交を深めようと「怪物パーティー」を開いた場所でもある。
魔法の領域（Realm of Magic）
47話bパートでスターが行き着いた謎の領域。魔法が水のような形で流れ、ユニコーンたちが住んでいる。ここにいると記憶をなくし、夢見心地になってしまう。魔法の滝が上にのびていて、その滝はいろいろな場所へ繋がっている。ひとつは魔法の聖域に繋がっていた。
魔法は黄金色だが真っ黒に染まることがあり、黒い魔法に浸かったユニコーンは凶暴化してしまう。地球の開拓者だったスターたちの先祖も来たことがある。
ウーランディア（Woolandia）
ケリーの生まれ故郷。ここの住人は全員が戦士で、戦わない時は全身を長い髪の中に包んでいる。住人の髪の中には空間がある。
パイ島（Pie Folk）
58話の舞台。メテオラとの戦いで相討ちになり、魂を半分失ったムーンが魔法の領域に流れ着き、そこから更にユニコーンによって転移させられた土地。ここに住む人々は大嘘付きの詐欺師ばかりでミューニ人から嫌われている。
国の名前はパイフォーク。支配者は隻眼で左足がフライ返しの義足になっているパイフォーク王。「フェスティビア・バタフライ女王はパイフォークの出身だ」と主張している。
バタフライ城の道化フールデュークの故郷であり、今も両親が住んでいる。
ブタヤギ（Pig-goat）
ブタとヤギを合わせたような動物。人懐っこい。
ドラゴンバイク（Dragon-cycle）
ドラゴンとバイクを合わせたような動物。空を飛び、火を吐くことができる。
ゴブリンドッグ（Goblin Dogs）
宇宙最高の味を誇るホットドッグ。ゴブリンのロイが販売しているが、ロイが選んだ者しか食べることができない。
ヤダヤダ・ベリー（Yada Yada Berries）
食べると石になる果実。見た目はブルーベリーに似ている。
地球
エコー・クリーク（Echo Creek）
マルコやスターが住んでいる街。アメリカのカリフォルニアにある。100年前の人口は（ボンボンを含めて）15人だった。
マルコの家（Diaz Household）
ディアス家が住んでいる家。ここではお祝い事があると「サプラーイズ！」と叫んで祝う習慣がある。
ホームステイを受け入れており、スターの部屋はステッキの魔法で大きな塔になった。シーズン2からスターの部屋の横に小さな塔ができる。第35話でスターがミューニに戻ると、塔は消えていた。
エコー・クリーク・アカデミー（Echo Creek Academy）
スターやマルコが通っている中学校（英語版では高校）。4話aパートでは通学バスで生徒を送迎している。行いの悪い生徒を入れるお仕置き部屋がある。
学校の誇りを象徴する「オポッサムのオーティス」というシンボルの像があるが、第38話でスターに誤って破壊されてしまった。
エミリオピザ（Emilio's Pizza）
ピザを売っている店。著名人たちの写真が飾ってある。マルコの友人のエミリオが店主。
ブリッタズ・タコス（Britta's Tacos）
メキシコ料理を売っているファストフード店。
異世界
セイント・オルガ（St. Olga's Reform School for Wayward Princesses）
スターがもっとも恐れ行きたがらない更生施設。わがままなプリンセスはここに入れられ更生される。ポニー・ヘッド曰く「監獄みたいなところ」で、スター曰く「一度入ったらもう出られない」。セイント・オルガ内では次元切りハサミ禁止、魔法禁止、男子禁制。校長はミス・ヘイナス。
わがままでマナーの悪いプリンセスはここで更生され感情のない量産型のプリンセスにされる。言うことをきかないプリンセスは規則を叩き込み、監禁部屋に入れて洗脳する。
現在はヘイナスがオルガからいなくなり、ポニー・ヘッドなどプリンセスは抜け出していて、ルールもかなり変化している。
時の平野（Plains of Time）
時の番人が住んでいる次元で、砂時計や時計に囲まれた空間。時の番人が回す「時の歯車」によって時間は動かされ、宇宙のすべての歴史が記録されたコンピュータがある。レイナルドが渡守をする「時の川」も存在する。
クエスト・バイ（Quest Buy）
4話bパートで初登場したデパートのような次元。ベスト・バイのパロディ。ステッキの充電器やくちばしお手入れセット、持ち主の指紋がないと開かない財布など、様々なものが売ってある。ナマケモノの店員が働いている。スターによるとクエスト・バイには伝説に基づいた決まりがあるが、決まりを解き明かそうとして発狂した者もいる。43話bパートでは従者のためのセールが開かれている。63話aパートで閉店してしまった。
ピクソトピア（Pixtopia）
6話bパートで登場。妖精達が住む次元。住民は京言葉を使っている。魔法の鏡の通信サービス会社があり、その地下は採掘場になっている。魔法の鏡の請求書を払えない人々は採掘場に送られる。
ふかふかラウンジ（Bounce Lounge）
雲の上の次元にあるナイトクラブで、スターとポニーヘッドたちがお気に入りの遊び場。オーナーはミリー・スパークルズ。フォトブース（プリクラのこと）がある。
ネバーゾーン（Neverzone）
ヘカプーがいる次元の中の世界で、マルコが修行をした場所。ジャングルや雪に包まれた荒野が広がっている。他の次元と時間の流れが異なり、ここでの16年は地球での8分に相当する。
宇宙の果ての居酒屋（The Tavern at the End of the Multiverse）
ヘカプーがスターとマルコたちを案内した居酒屋。ミューニの沼地の底に隠され、魔法嫌いな客が集まっている。ビリヤードがある。

## スタッフ

### メインスタッフ
- 原作・制作総指揮・総監督 - ダロン・ネフシー
- 企画開発・共同制作総指揮 - デイヴ・ワッソン、ジョーダナ・アーキン
- 監督 - デイヴ・ワッソン（シーズン1）、アーロン・ハマーズリー（シーズン2 - ）、ドミニク・ビジニャーノ（シーズン2）
- シリーズ構成 - ジョーダナ・アーキン（シーズン1）、ジョン・インファンティーノ（シーズン2 - ）
- アートディレクター - ジョシュア・パルパン（シーズン1）、ジャスティン・パルパン（シーズン1）、イスラエル・サンチェス（シーズン2）
- キャラクターデザイナー - シャイアン・カーティス、リン・ウォン
- キャラクタークリナップ - デビッド・ブリューゲマン、ロバート・ラッコ
- プロップデザイン - イヴォン・フリーマン、カット・ケッチャム
- ロケーションデザイン - ピーター・エメリッヒ、ラファエル・ウルタド、ラリー・マーフィー、他
- 色彩設定 - ジャニス・クボ、アマンダ・リンダ
- 編集 - テッド・スパ
- 音楽 - ブライアン・H・キム
- 音声監督 - ケリー・ウォード
- ラインプロデューサー - ディアドラ・ブレナー、ナターシャ・コップ
- アニメーション制作 - ディズニー・テレビジョン・アニメーション、マーキュリー・フィルムワークス
- 製作 - ディズニー・エンタープライズ

### 日本語版制作
- オープニングテーマ - 谷藤秀樹[注 44]
- エンディングテーマ - 植田佳奈（クレジット無し）[注 44]
- 翻訳/訳詞 - 鈴木明日菜
- 演出 - 高田浩光
- 音楽演出 - 市之瀬洋一
- 録音制作 - スタジオ・エコー
- 日本語版制作 - Disney Character Voices International, Inc.

## 特別放送概要
ディズニー・チャンネル内での特別編成では、新エピソードや特別エピソードが放送された。
ディズニー・チャンネル ハロウィーン なりきり！ スター・バタフライ（2016年10月30日）
「新しいステッキ／ルードのサバイバル生活」が日本初放送として放映された。
冬の新作！ 週末めっちゃスター・バタフライ（2016年12月17日・18日）
「ゴブリンドッグ／魔法の勉強」が日本初放送として放映された。
福はウチやで！ 節分スター・バタフライ（2017年2月3日）
スター・バタフライ 新作決戦！ ステッキ対ステッキやデー！（2017年5月21日）
「よみがえれ！ピエロのボンボン」が日本初放送として放映された。
プリンセス・サマー！ スターバタフライ特集（2017年8月18日）
ドキドキ！スター・バタフライ 恋のクライマックス大放送（2017年10月7日）
「歌と真実」「張り裂ける心」が日本初放送として放映された。
悪魔バスター★スター・バタフライ ミューニをかけた戦い（2018年1月27日）
新作やで！ スター・バタフライ 謎めきパーティー（2018年5月12日）
「夜間活動／行き着く先」「怪物パーティー」が日本初放送として放映された。
ディズニー・チャンネル15周年 プリンセス特集（2018年10月15日）
新春スター・バタフライ 新作決戦サンデー（2019年1月20日）
めっちゃ急展開！ スター・バタフライ 新作はじまるデー（2019年5月18日）
ディズニー・チャンネル ガールズパワー・サマー！（2019年8月16日）
「赤い月の呪い」「プリンセス・クエーサーと魔法のベル / バタフライ城の幽霊」が新エピソードとして放映された。
スター・バタフライ フィナーレサタデー（2020年1月25日）
「ピザパーティー / 宇宙の果ての酒場」「二つの世界」が新エピソードとして放映された。
ディズニーXDでは、特別編成として連続放送が行われた。
ディズニーXD スゴナツ (2018年8月15日)
ディズニーXD初放送として、31話連続放送が行われた。

## 賞・ノミネート
| 賞                               | 年   | 部門                 | サブタイトル           | 結果       |
| -------------------------------- | ---- | -------------------- | ---------------------- | ---------- |
| アヌシー国際アニメーション映画祭 | 2015 | テレビ部門           | ポニーとパーティ       | ノミネート |
| アニー賞                         | 2016 | 子供向けテレビ作品賞 | 赤い月ダンスパーティー | ノミネート |